# 曼蒂 (密西西比州)
曼蒂（英語：Mantee）是位於美國密西西比州韋伯斯特縣的村。

## 人口
根據2020年美國人口普查的數據，曼蒂的面積為11.93平方千米，當中陸地面積為11.79平方千米，而水域面積為0.13平方千米。當地共有人口237人，而人口密度為每平方千米20人。